# Министерство водных ресурсов и ирригации Египта
Министерство водных ресурсов и ирригации Египта отвечает за управление водными ресурсами Арабской Республики Египет, в основном, ресурсами Нила. Оно также управляет ирригационными проектами в Египте, например, плотиной Асуан и каналом Аль-Салам.
Штаб-квартира находится в Каире. В настоящее время пост министра занимает Мухаммед Бахауддин Ахмед.